# Lucenses
Els galaics lucenses (llatí: Callaïci o Gallaeci Lucenses) eren els pobles celtes que habitaven la part nord de la província romana de Gal·lècia. Els lucenses van rebre el seu nom de la seva ciutat principal, Lucus Augusti (Lugo); els lucenses vivien entre el Miño i el Navia, al nord dels bràcars. Lugo fou capçalera d'un convent jurídic. Ptolemeu esmenta com a subtribus dels lucenses: els capori, cilini, lemavi, baedyes, i seurri.